# 有井行夫
有井 行夫（ありい ゆきお、1949年8月28日 - 2018年3月22日）は、日本のマルクス経済学者。専門は、理論経済学。

## 略歴
長野県諏訪郡ちの町（現・茅野市）出身。長野県諏訪清陵高等学校を経て、1973年東京大学法学部卒業。1976年駒澤大学経済学部助手。1978年東京都立大学大学院社会科学研究科経済政策専攻博士課程単位取得。同年駒澤大学経済学部専任講師。1979年哲学者の白須五男とともに東京ヘーゲル研究会を結成。1982年同大学経済学部助教授。1988年経済学博士（東京都立大学）。同年駒澤大学経済学部教授。経済理論学会所属。

## 著書

### 単著
- 『マルクスの社会システム理論』 有斐閣 1987年
- 『株式会社の正当性と所有理論』 青木書店 1991年、増補版1998年、新版2011年
- 『マルクスはいかに考えたか 資本の現象学』 桜井書店 2010年

### 共編著
- 『現代認識とヘーゲル=マルクス 認識主義の没落と存在主義の復興』 長島隆 共編 青木書店 1995年
- 『21世紀の経済社会を構想する 政治経済学の視点から』 森岡孝二、杉浦克己、八木紀一郎 編 桜井書店 2001年
- 『21世紀とマルクス 資本システム批判の方法と理論』 大谷禎之介 編 桜井書店 2007年